# Ekstraklasa 2011-2012
L'Ekstraklasa 2011-2012, nota anche come T-Mobile Ekstraklasa 2011-2012 per ragioni di sponsorizzazione, fu l'86ª edizione della massima serie del campionato polacco di calcio, la 78ª edizione nel formato di campionato. La stagione iniziò il 29 luglio 2011 e si concluse il 6 maggio 2012. Lo Śląsk Breslavia vinse il campionato per la seconda volta nella sua storia. Capocannoniere del torneo fu Artjoms Rudņevs, attaccante del Lech Poznań con 22 reti realizzate.

## Stagione

### Novità
Dalla Ekstraklasa 2010-2011 vennero retrocessi in I liga l'Arka Gdynia e il Polonia Bytom, mentre dalla I liga 2011-2012 vennero promossi il ŁKS e il Podbeskidzie, rispettivamente classificate al primo e al secondo posto.

### Formula
Le sedici squadre partecipanti si affrontavano in un girone all'italiana con partite di andata e ritorno, per un totale di 30 giornate. La squadra prima classificata era campione di Polonia e si qualificava per il secondo turno della UEFA Champions League 2012-2013, mentre le squadre classificate al secondo e al terzo posto si qualificavano, rispettivamente, per il secondo e per il primo turno di qualificazione della UEFA Europa League 2012-2013, assieme alla vincitrice della Coppa di Polonia ammessa al secondo turno. Le ultime due classificate venivano retrocesse direttamente in I liga.

## Squadre partecipanti
| Club             | Stagione | Città         | Stadio                            | Stagione precedente      |
| ---------------- | -------- | ------------- | --------------------------------- | ------------------------ |
| GKS Bełchatów    | dettagli | Bełchatów     | Stadion GKS Bełchatów             | 10º posto in Ekstraklasa |
| Górnik Zabrze    | dettagli | Zabrze        | Stadion im. Ernesta Pohla         | 6º posto in Ekstraklasa  |
| Jagiellonia      | dettagli | Białystok     | Stadion Miejski                   | 4º posto in Ekstraklasa  |
| Korona Kielce    | dettagli | Kielce        | Stadion Miejski                   | 13º posto in Ekstraklasa |
| KS Cracovia      | dettagli | Cracovia      | Stadion Cracovii                  | 14º posto in Ekstraklasa |
| Lech Poznań      | dettagli | Poznań        | Stadion Miejski                   | 5º posto in Ekstraklasa  |
| Lechia Danzica   | dettagli | Danzica       | PGE Arena                         | 8º posto in Ekstraklasa  |
| Legia Varsavia   | dettagli | Varsavia      | Pepsi Arena                       | 3º posto in Ekstraklasa  |
| ŁKS              | dettagli | Łódź          | Stadio LKS                        | 1º posto in I liga       |
| Podbeskidzie     | dettagli | Bielsko-Biała | Stadion Miejski                   | 2º posto in I liga       |
| Polonia Varsavia | dettagli | Varsavia      | Stadion Polonii Warszawa          | 7º posto in Ekstraklasa  |
| Ruch Chorzów     | dettagli | Chorzów       | Stadion Ruchu Chorzów             | 12º posto in Ekstraklasa |
| Śląsk Breslavia  | dettagli | Breslavia     | Stadion Miejski                   | 2º posto in Ekstraklasa  |
| Widzew Łódź      | dettagli | Łódź          | Stadion im. Ludwika Sobolewskiego | 9º posto in Ekstraklasa  |
| Wisła Cracovia   | dettagli | Cracovia      | Stadion Miejski                   | Campione di Polonia      |
| Zagłębie Lubin   | dettagli | Lubin         | Dialog Arena                      | 11º posto in Ekstraklasa |

## Classifica finale
|  | Pos. | Squadra          | Pt | G  | V  | N  | P  | GF | GS | DR  |
|  | ---- | ---------------- | -- | -- | -- | -- | -- | -- | -- | --- |
|  | 1.   | Śląsk Breslavia  | 56 | 30 | 17 | 5  | 8  | 47 | 31 | +16 |
|  | 2.   | Ruch Chorzów     | 55 | 30 | 16 | 7  | 7  | 44 | 28 | +16 |
|  | 3.   | Legia Varsavia   | 53 | 30 | 15 | 8  | 7  | 42 | 17 | +25 |
|  | 4.   | Lech Poznań      | 52 | 30 | 15 | 7  | 8  | 42 | 22 | +20 |
|  | 5.   | Korona Kielce    | 48 | 30 | 13 | 9  | 8  | 34 | 29 | +5  |
|  | 6.   | Polonia Varsavia | 45 | 30 | 13 | 6  | 11 | 33 | 32 | +1  |
|  | 7.   | Wisła Cracovia   | 43 | 30 | 12 | 7  | 11 | 29 | 26 | +3  |
|  | 8.   | Górnik Zabrze    | 42 | 30 | 11 | 9  | 10 | 36 | 30 | +6  |
|  | 9.   | Zagłębie Lubin   | 40 | 30 | 11 | 7  | 12 | 36 | 42 | -6  |
|  | 10.  | Jagiellonia      | 39 | 30 | 11 | 6  | 13 | 35 | 45 | -10 |
|  | 11.  | Widzew Łódź      | 39 | 30 | 9  | 12 | 9  | 25 | 26 | -1  |
|  | 12.  | Podbeskidzie     | 35 | 30 | 9  | 8  | 13 | 26 | 39 | -13 |
|  | 13.  | Lechia Danzica   | 31 | 30 | 7  | 10 | 13 | 21 | 30 | -9  |
|  | 14.  | GKS Bełchatów    | 31 | 30 | 7  | 10 | 13 | 34 | 36 | -2  |
|  | 15.  | ŁKS              | 24 | 30 | 5  | 9  | 16 | 23 | 53 | -30 |
|  | 16.  | KS Cracovia      | 22 | 30 | 4  | 10 | 16 | 20 | 41 | -21 |

Legenda:
      Campione di Polonia e ammessa alla UEFA Champions League 2012-2013.
      Ammessa alla UEFA Europa League 2012-2013.
      Retrocessa in I liga 2012-2013.
Note:
Tre punti a vittoria, uno a pareggio, zero a sconfitta.

## Risultati
|                  | Beł  | Cra  | Gór  | Jag  | Kor  | LcP  | LcD  | Leg  | ŁKS  | Pod  | Pol  | Ruc  | Ślą  | Wid  | Wis  | Zag  |
| ---------------- | ---- | ---- | ---- | ---- | ---- | ---- | ---- | ---- | ---- | ---- | ---- | ---- | ---- | ---- | ---- | ---- |
| GKS Bełchatów    | –––– | 2-2  | 1-1  | 2-0  | 0-2  | 0-3  | 1-3  | 0-2  | 3-0  | 6-0  | 2-1  | 1-1  | 3-0  | 0-0  | 2-2  | 2-1  |
| Cracovia         | 2-1  | –––– | 1-3  | 0-0  | 1-2  | 0-3  | 1-1  | 1-3  | 0-1  | 3-1  | 0-0  | 0-2  | 0-1  | 0-0  | 1-0  | 0-2  |
| Górnik Zabrze    | 1-0  | 0-1  | –––– | 2-0  | 2-0  | 2-1  | 2-2  | 2-0  | 0-0  | 3-0  | 1-0  | 1-2  | 0-2  | 1-1  | 2-0  | 4-1  |
| Jagiellonia      | 1-0  | 2-1  | 2-1  | –––– | 1-1  | 2-0  | 2-1  | 0-0  | 2-1  | 0-2  | 3-2  | 0-1  | 0-2  | 4-1  | 1-0  | 3-1  |
| Korona Kielce    | 2-2  | 0-0  | 2-0  | 2-0  | –––– | 2-2  | 1-0  | 1-0  | 0-2  | 2-0  | 3-0  | 2-2  | 2-1  | 0-2  | 0-0  | 0-2  |
| Lech Poznań      | 0-1  | 3-1  | 1-0  | 4-1  | 1-0  | –––– | 2-1  | 0-0  | 4-0  | 1-0  | 1-0  | 3-0  | 2-0  | 0-1  | 0-1  | 3-2  |
| Lechia Danzica   | 0-0  | 1-1  | 2-1  | 0-1  | 0-0  | 0-0  | –––– | 1-0  | 0-0  | 2-3  | 1-3  | 1-0  | 1-1  | 0-0  | 0-2  | 0-1  |
| Legia Varsavia   | 1-1  | 0-0  | 3-1  | 1-1  | 1-0  | 0-1  | 3-0  | –––– | 2-0  | 1-2  | 0-0  | 2-0  | 1-2  | 2-0  | 2-0  | 3-0  |
| ŁKS              | 1-1  | 2-2  | 1-1  | 1-1  | 0-2  | 0-5  | 0-0  | 1-3  | –––– | 2-1  | 0-2  | 0-4  | 1-2  | 1-1  | 1-2  | 1-2  |
| Podbeskidzie     | 1-0  | 1-0  | 1-1  | 2-2  | 2-3  | 0-0  | 1-0  | 0-1  | 0-1  | –––– | 1-1  | 0-1  | 1-1  | 0-0  | 1-3  | 1-0  |
| Polonia Varsavia | 2-1  | 2-1  | 1-1  | 4-1  | 0-0  | 1-0  | 1-0  | 2-1  | 2-0  | 2-1  | –––– | 0-1  | 3-0  | 1-2  | 1-1  | 0-4  |
| Ruch Chorzów     | 2-1  | 2-0  | 0-0  | 1-0  | 4-1  | 3-0  | 2-1  | 0-1  | 2-2  | 2-2  | 0-1  | –––– | 0-1  | 3-1  | 3-1  | 2-1  |
| Śląsk Wrocław    | 1-0  | 3-0  | 1-1  | 3-1  | 1-2  | 3-1  | 1-0  | 0-4  | 4-0  | 1-0  | 4-0  | 1-1  | –––– | 1-2  | 0-1  | 2-1  |
| Widzew Łódź      | 1-0  | 1-0  | 2-1  | 4-2  | 0-0  | 0-0  | 0-1  | 1-1  | 0-1  | 0-1  | 1-0  | 1-2  | 2-2  | –––– | 1-1  | 0-0  |
| Wisła Cracovia   | 2-0  | 1-0  | 0-1  | 3-1  | 0-1  | 1-0  | 0-1  | 0-0  | 3-2  | 0-1  | 0-1  | 3-2  | 0-1  | 1-0  | –––– | 1-0  |
| Zagłębie Lubin   | 1-1  | 1-1  | 2-1  | 2-1  | 3-1  | 1-1  | 0-1  | 0-4  | 2-1  | 0-0  | 1-0  | 1-1  | 1-5  | 1-0  | 2-2  | –––– |

## Statistiche

### Classifica marcatori
Fonte: 90minut.pl
| Gol |  |  | Giocatore         | Squadra          |
| --- |  |  | ----------------- | ---------------- |
| 22  |  |  | Artjoms Rudņevs   | Lech Poznań      |
| 15  |  |  | Tomasz Francowski | Jagiellonia      |
| 12  |  |  | Arkadius Piech    | Ruch Chorzów     |
| 11  |  |  | Dudu Biton        | Wisła Cracovia   |
| 11  |  |  | Edgar Çani        | Polonia Varsavia |
| 11  |  |  | Danijel Ljuboja   | Legia Varsavia   |
| 9   |  |  | Préjuce Nakoulma  | Górnik Zabrze    |
| 8   |  |  | Maciej Jankowski  | Ruch Chorzów     |
| 8   |  |  | Szymon Pawłowski  | Zagłębie Lubin   |
| 7   |  |  | Cvetan Genkov     | Wisła Cracovia   |